# Radiator Springs
Radiator Springs è una città immaginaria della serie cinematografica Cars creata come un composto di molteplici luoghi reali sulla storica Route 66 degli Stati Uniti dal Kansas all'Arizona. Appare nel film Pixar del 2006 Cars - Motori ruggenti e nei film del franchise associato, inoltre nel 2012 viene inserita una sezione dedicata alla cittadina nel parco a tema Disney California Adventure.

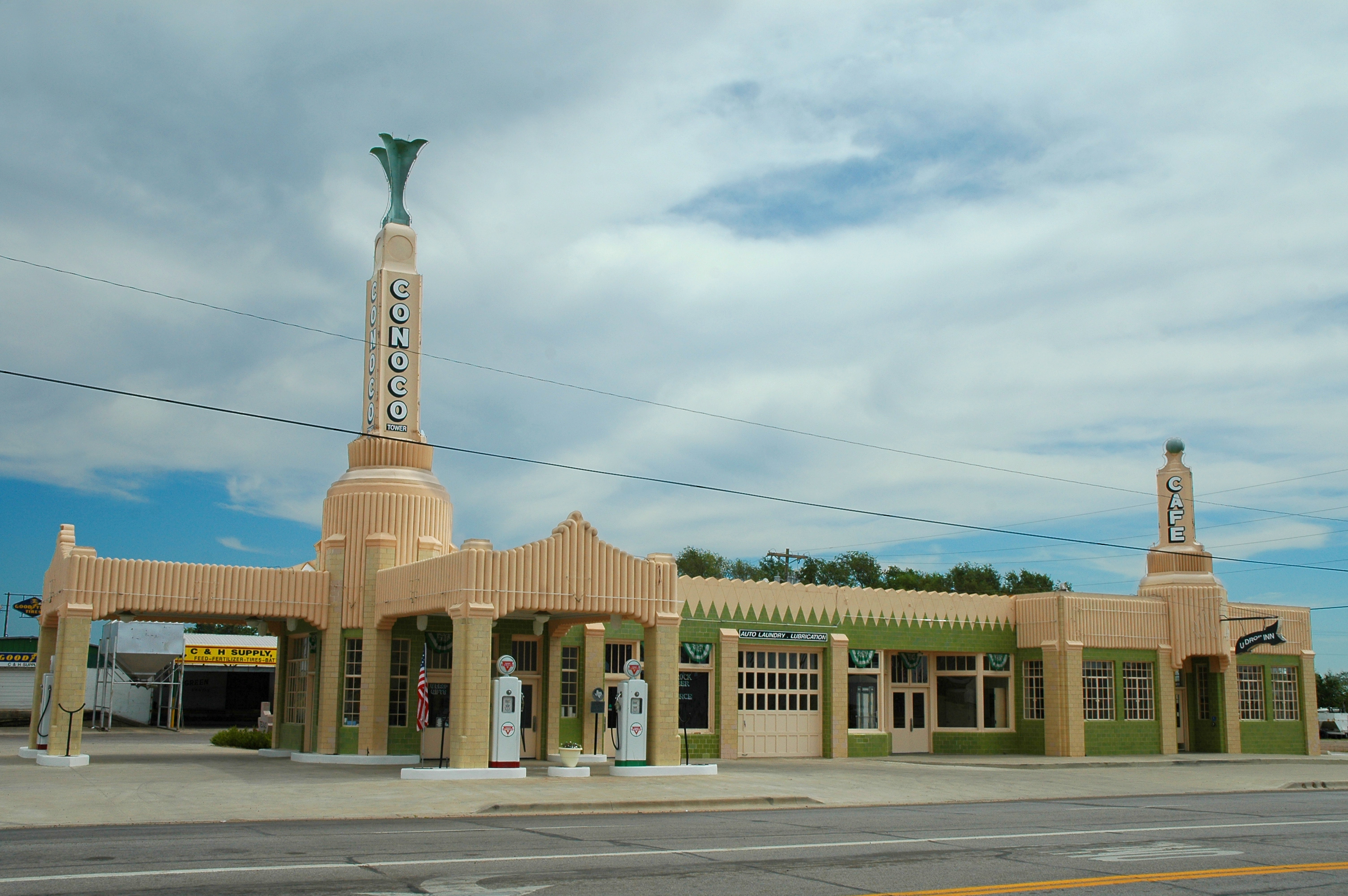
L'edificio di Ramone si basa sull'U-Drop Inn di Shamrock, in Texas

La posizione geografica della città di Radiator Springs si trova tra Gallup, nel New Mexico e il deserto di Sonora in California. La posizione di Radiator Springs rispetto alla I-40, come mostrato su una mappa durante un flashback nel film del 2006, è simile a quella di Peach Springs sull'Arizona State Route 66.

## Route 66

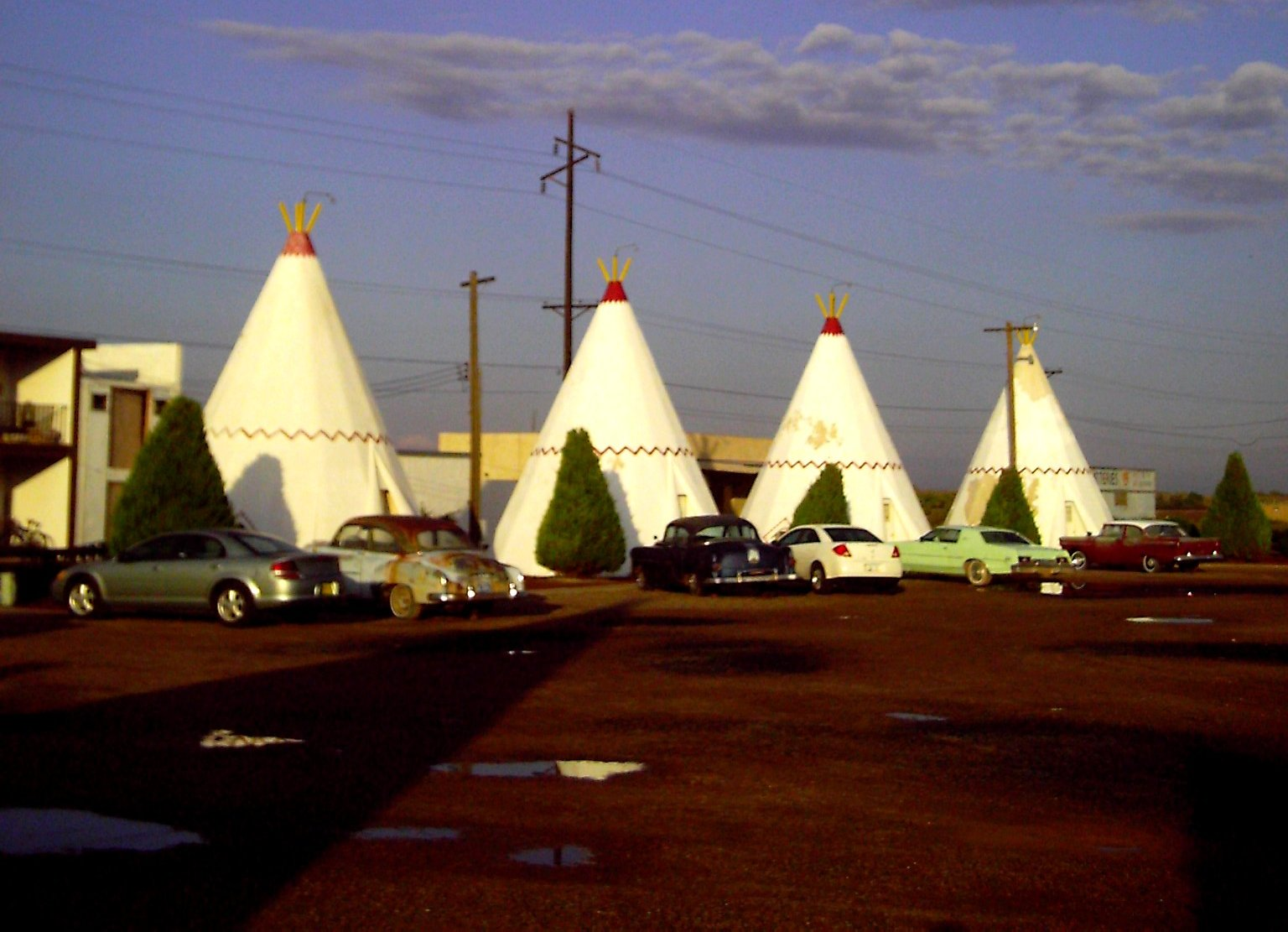
Wigwam Motel a Holbrook, in Arizona

Molti dei personaggi e dei luoghi del film sono direttamente ispirati a luoghi e persone reali della Route 66.
Per citare l'equipaggio della Pixar:
"Mentre viaggiavamo sulla Route 66, abbiamo avuto il privilegio di visitare molti luoghi e di incontrare persone che vivono e lavorano insieme nella "Strada Madre".
Tra i numerosi riferimenti ai punti di riferimento e alle personalità della Route 66:
- Il design del Motel Cono Comodo, si basa sui due Wigwam Motel lungo la Route 66, a Holbrook, in Arizona e Rialto, in California.
- Il personaggio "Fillmore", è un riferimento al famoso locale di musica di San Francisco The Fillmore.
- La casa di Ramone si basa principalmente sull'U-Drop Inn di Shamrock, in Texas.
- La montagna di Radiator Springs è un riferimento alla Tucumcari Mountain a Tucumcari, nel New Mexico, con la "T" dipinta a mano sostituita da "RS" che sta per Radiator Springs.
- Lo sceriffo è doppiato da Michael Wallis, storico americano e autore di Route 66: The Mother Road .
- Il ponte su cui McQueen vede Sally mentre guidano assomiglia a diversi ponti sulla Route 66, tra cui il Cyrus Avery Route 66 Memorial Bridge a Tulsa, il Colorado Street Bridge a Pasadena, in California, e il ponte ora chiuso sul Diablo Canyon a Two Guns, in Arizona.